# Stylogaster macalpini
Stylogaster macalpini är en tvåvingeart som beskrevs av Smith 1979. Stylogaster macalpini ingår i släktet Stylogaster och familjen stekelflugor. Inga underarter finns listade i Catalogue of Life.